# Elektronisches Kriminalpolizeiliches Informationssystem
Das Elektronische Kriminalpolizeiliche Informationssystem (kurz EKIS) ist eine Zusammenfassung von elf Datenbanken des österreichischen Innenministeriums.
Exekutivbedienstete haben von rund 10.000 Rechnern Zugriff auf rund 85 Mio. Datensätze, wie 
- das Strafregister
- die KFZ - Fahndungs- / Informationsdatei
- die Personenfahndungsdatei
- die Personeninformationsdatei
- die Sachenfahndungsdatei
- die Kulturgutfahndungsdatei
- der Kriminalpolizeiliche Aktenindex
- die Erkennungsdienstliche Evidenz samt AFIS und die DNA-Datenbank

## Missbrauch
Zwei niederösterreichische Beamte haben das System für den kasachischen Geheimdienst zur illegalen Informationsbeschaffung benutzt.
Das EKIS stand unter anderem auch im Mittelpunkt eines Untersuchungsausschusses zur sogenannten Spitzelaffäre.